# Залазье (Волынская область)
Зала́зье (укр. Залаззя) — село в Любешовской поселковой общине Камень-Каширского района Волынской области Украины.
До 2020 года входило в Любешовский район.
Код КОАТУУ — 0723185201. Население по переписи 2001 года составляет 1891 человек. Почтовый индекс — 44244. Телефонный код — 3362. Занимает площадь 7,479 км².